# Карликовая галактика в Большом Псе
Карликовая галактика в Большом Псе —  гипотетическая галактика Местной группы, находящаяся в созвездии Большого Пса. Галактика содержит относительно большой процент звёзд красных гигантов, и предположительно содержит один миллиард звёзд. Классифицируется как неправильная галактика и на данный момент является ближайшей к нашему положению в Млечном Пути среди соседних галактик: 25 000 световых лет от Солнечной системы и 42 000 световых лет от центра нашей галактики. Имеет форму неровного эллипса и предположительно содержит примерно столько же звёзд, сколько и Карликовая эллиптическая галактика в Стрельце, ранее считавшаяся ближайшей к нам галактикой. Существование Карлика в Большом Псе в настоящее время оспаривается рядом исследователей.

## Открытие
Галактика была открыта в ноябре 2003 года международной командой астрономов на основе данных обзора неба 2MASS. Несмотря на то, что она ближе к Земле, чем центр нашей галактики, галактика в Большом Псе была трудна для обнаружения из-за того, что находилась за плоскостью Млечного Пути, где концентрация звёзд, газа и пыли является наибольшей. Это вместе с её малыми размерами объясняет, почему она не была открыта ранее.

## Характеристики
Астрономы предполагают, что галактика разрывается на части гравитационным полем более массивной галактики Млечный Путь. Ядро галактики сильно деградировало. Приливные силы стали причиной формирования длинного следа из звёзд, растянутого по орбите её вращения вокруг Млечного Пути в сложную кольцеобразную структуру, иногда называемую «Кольцом Единорога», которая оборачивается вокруг нашей Галактики три раза.

## Изображения
Синяя стрелка показывает карликовую галактику.

Гал. долгота 239,99°

Гал. широта −7,99°

Расстояние 28 000 св. лет